# Freziera biserrata
A Freziera biserrata é uma espécie de planta pertencente à família Theaceae (onde também se inserem as plantas do chá e as camélias. Trata-se de um endemismo da Costa Rica sendo considerada actualmente como em estado vulnerável.

## Referência
- World Conservation Monitoring Centre 1998.  Freziera biserrata.
- 2006 IUCN Red List of Threatened Species.   Acesso a 21 de Agosto de 2007.